# 彭永臻
彭永臻（1949年2月25日—），男，山东莱州人，中国污水处理专家，北京工业大学教授。

## 生平
1981年获哈尔滨建筑工程学院市政工程硕士学位。1995年获哈尔滨建筑大学环境工程博士学位。2015年当选为中国工程院院士。